# 珍妮特·多尔森
珍妮特·多尔森（英語：Jeanette Dolson，1918年8月13日—2004年7月17日），加拿大女子田径运动员，主攻短跑。她曾代表加拿大参加1936年夏季奥林匹克运动会田径比赛，获得女子4×100米接力铜牌。